# La5
Cet article concerne une chaîne de télévision italienne. Pour la chaîne de télévision française disparue en 1992, voir La Cinq.
La5 (stylé LA5) est une chaîne de télévision thématique nationale italienne du groupe audiovisuel privé Mediaset.

## Organisation
- Massimo Donelli

## Programmation
La 5 est une chaîne de télévision dont la programmation est faite pour un public féminin.
Elle est composée de séries, de dessins animés, de télénovelas, d'émissions de divertissements, de feuilletons et autres.

### Séries
- Un, dos, tres
- Newport Beach
- De tout mon cœur
- Les Tudors
- Privileged
- Beautiful People
- Pushing Daisies
- Cashmere Mafia
- Jack et Bobby
- Wildfire
- Veronica Mars
- Californication
- Dark Angel

### Dessins Animés
- Lady Oscar
- Embrasse-moi Lucile
- Cat's Eye
- Jeanne et Serge
- Marmelade Boy

### Fictions et Sitcom
- Leçons sur le mariage
- La Star de la famille
- Will et Grace
- Friends

### Feuilletons
- Amour, Gloire et Beauté

### Émissions
- Big Brother
- Les Maçons du cœur